# 国際連合安全保障理事会改革
国際連合安全保障理事会改革（こくさいれんごうあんぜんほしょうりじかいかいかく）は、主に1995年頃から話題になってきている国際連合安全保障理事会に関する改革を推進する際の議論・弁論のこと。安保理改革（あんぽりかいかく）と略されることがある。

## 改革に向けての議論
安保理改革は、財政問題とともに国際連合（国連）の最重要課題となっているが、1990年代以降、改革議論が沸騰したのには、次のような背景がある。
1. 1945年の国連成立時における加盟国数は、51か国であり、理事国数は11か国であったため、倍率は約4.63であった。しかし、2011年現在の加盟国数は193か国となったにもかかわらず、理事国数は15か国に限られているため、倍率が約12.86と格段に理事国となることが難しくなった
2. 第二次世界大戦の主な戦勝国である常任理事国（アメリカ・イギリス・フランス・ロシア（←ソビエト連邦）・中華人民共和国（←中華民国））中心の国連運営に対するその他の国の不満

改革の争点としては、
1. 理事国数をどの程度増加させるか
2. いわゆる拒否権をどう扱うか

などが挙げられる。
様々な案が提案されており、ほぼ全ての国が改革自体には賛成しているが、各論では既得権喪失を恐れた大国が反対したり、新たに近隣国が常任理事国入りすることを恐れた国が反対したりと、議論はあまり進展していない。既得権益である拒否権の権限を現常任理事国が自ら落とすことはありえず、また現常任理事国の拒否権が使われれば改革そのものができないため、国際連合において現常任理事国に著しく不利となるような提案はまったく支持されていない。

## 改革草案の一部
案には幾つかあって、その一部を下に示す。
| 草案仮名称           | 常任理事国／詳細         | 非常任理事国／詳細    | 計         | 拒否権                   |
| -------------------- | ------------------------ | --------------------- | ---------- | ------------------------ |
| G4案                 | 11か国／現5+6            | 14か国／現10+4        | 25か国     | 新常任理事国は15年間凍結 |
| コンセンサス連合案   | 5か国／現状維持          | 20か国／現10+10       | 25か国     | 全常任理事国が行使を抑制 |
| アフリカ連合案       | 11か国／現5+6            | 15か国／現10+5        | 26か国     | 新常任理事国にも付与     |
| アメリカ合衆国政府案 | 7か国／現5+2（日本含む） | 12〜13か国／現10+2〜3 | 19〜20か国 | 新常任理事国には与えない |
| LDC案                | 3か国／現5-2             | 7か国／現10-3         | 10か国     | 全常任理事国が行使を抑制 |

また、2005年3月には国連のアナン事務総長によってA案とB案が示された。A案では現5+6（拒否権なし）の常任理事国と現10+3の非常任理事国で構成される。B案では常任理事国は代わらず、新たに準常任理事国8か国が設けられるが、これは拒否権を与えられない代わりに再選を可としている。もちろん非常任理事国11か国にも拒否権は与えられないが、こちらは再選が出来ない。
| 草案仮名称  | 常任理事国／詳細            | 準常任理事国／詳細                 | 非常任理事国／詳細 | 計     |
| ----------- | --------------------------- | ---------------------------------- | ------------------ | ------ |
| アナン・A案 | 11か国／現5+6（拒否権なし） | なし                               | 13か国／現10+3     | 24か国 |
| アナン・B案 | 5か国／現状維持             | 8か国／任期4年、再選可、拒否権なし | 11か国／現10+1     | 24か国 |

他にも多数の草案がある。草案の中には、常任理事国・非常任理事国の増加を謳う草案ばかりではなく、削減・廃止を求めるものも幾つか見られる。しかしこの課題の重要なことは、現常任理事国が非常に消極的、あるいは反対していることである。

## 各国の多数派工作
安全保障理事会について定めている国際連合憲章を改正するには、まず総会の構成国の3分の2の多数で採択される必要があるので、改正を目指す国や反対する国で激しい多数派工作が見られる。具体的には先進国・新興国から発展途上国にODAや経済援助を実施し、見返りに賛成を取り付けている。

## 日本の常任理事国入りへの課題
日本は国連改革の一環として、ドイツ・インド・ブラジルとの4か国同時の常任理事国入りを求めて、国際社会に強く働きかけたが、実現していない。また、4か国の加入によって自国の利益を損なう可能性のある国々は、加入阻止のロビー活動を繰り広げた。日本に対しては、特に大韓民国が強力な反対運動を行った。韓国では2023年現在も、日本の常任理事国入りを支持するアメリカの動向をマスコミが報じるなどセンシティブな問題となっている。
米英やフランスが日本及びドイツの加入を事実上認めたが、国連改革の停滞のために4か国の加入問題は棚上げとなっている。
2005年（平成17年）9月28日に「国際連合安全保障理事会常任理事国入りを目指した外交政策に関する質問主意書」が、国会（参議院）に提出された。